# Copwatch
Copwatch est un réseau d'associations militantes au Canada, en France, aux États-Unis et au Royaume-Uni qui surveillent la police afin de dénoncer et de faire connaître les dérapages et les violences policières principalement par la collecte et la diffusion de photographies et de vidéos sur Internet. Selon elles, surveiller l'action de la police « dans les rues » est une façon de prévenir cette violence. Pour le sociologue Michaël Meyer, « l'idée est que la population et les médias ont un rôle de surveillance vis-à-vis de la police, qui doit sans cesse leur rendre des comptes ».

## Histoire
La première organisation nommée « Copwatch » a vu le jour à Berkeley en Californie en 1990. Rodney Glen King, un Américain victime de brutalités à la suite de son interpellation le 3 mars 1991 par des agents de police de Los Angeles, fut filmé par un témoin. Sa vidéo fut largement médiatisée aux États-Unis et l'acquittement des policiers lors d'un premier procès déclencha les émeutes de 1992 à Los Angeles.
Les syndicats de policiers français ont dénoncé Indymedia et Copwatch comme des sites « anti-flics » et le ministère de l'Intérieur français a porté plainte contre eux[Qui ?] pour diffamation en 2010 et en 2011,,.